# Oeuvre van Krzysztof Penderecki
Het oeuvre van Krzysztof Penderecki bestaat uit allerlei genres, die u terugvindt op het hoofdartikel. Onderstaand de chronologische lijst. De lijst is gebaseerd op de jaartallen van compositie. Aangezien Penderecki geen opusnummers aanhoudt kan het zijn dat de composities binnen het jaar niet chronologisch zijn vermeld. Daar waar uit bronnen bleek dat dat wel het geval is, wordt dat aangegeven met ">>>".
Oeuvre van Krzysztof Penderecki.
- Miserere
- In pulverum mortis
- 1953: Vioolsonate nr. 1
- 1954: Twee capricci voor viool
- 1957: Strijkkwartet (teruggetrokken)
- 1955-1958: Songs voor stem en piano
- 1958: Epitaaf in memoriam Artur Malawski;
- 1958: Uit de psalmen van David
- 1958: Uitvloeisels
- 1959: Drie miniaturen voor klarinet en piano
- 1959: Miniaturen voor viool en piano
- 1959: Strophen
- 1959-1960: Anaklasis
- 1960: Strijkkwartet nr. 1
- 1959-1961: Dimensions of Time and Silence
- 1959: Threnos
- 1961: Polymorphia>>>
- 1961: Fluorescenties
- 1961: Fonogrammi voor fluit en kamerorkest
- 1961: Psalm voor tape
- 1962: Canon
- 1962: Stabat Mater
- 1963: Death Brigade voor tape
- 1963: Drie stukken in barokstijl
- 1964: Cantata in honorem Alme Matris
- 1964: Sonate voor cello en orkest
- 1965: Capriccio voor hobo en strijkorkest
- 1966: Sint Lucas Passie
- 1966: De natura sonoris nr. 1
- 1967: Capriccio voor viool en orkest
- 1967: Concerto voor Violino Grande
- 1967: Dies Irae
- 1967: Pittsburgh Ouverture
- 1968: Strijkkwartet nr. 2
- 1968: Capriccio per Siegfried Palm (cello)
- 1968-1969 :The Devils of Loudon
- 1969-1971: Utrenya
  - The entombement of Christ
  - The resurrection of Christ
- 1970: Cosmogonia
- 1971: Actions voor jazz ensemble
- 1971: De natura sonoris nr. 2
- 1971: Partita (herziene versie 1991)
- 1971: Prelude voor blazers, percussie en contrabassen
- 1972: Celloconcert nr. 1
- 1972: Ecloga VIII
- 1972: Ekecheiria voor taper
- 1973: Symfonie nr. 1
- 1973: Intermezzo voor vierentwintig strijkers
- 1970-1973: Canticum Canticorum Salomonis
- 1973-1974: Magnificat
- 1974: Ontwaken van Jakob
- 1977: Vioolconcert nr. 1
- 1978: Het Verloren Paradijs (Raju utraconego)>>>
  - Introduction, visions and finale van Paradise Lost
  - Àdagietto
- 1979-1980: Te Deum>>>
- 1979-1980: Symfonie nr. 2 Kerstmis
- 1980: Lacrymosa
- 1980: Capriccio voor tuba
- 1981: Were you a dream (stem en piano)
- 1981: Agnus Dei
- 1982: Celloconcert nr. 2>>>
- 1983: Altvioolconcert
- 1980-1984: Pools Requiem
- 1984: Cadens voor (alt)viool
- 1984-1986: The Black Mask
- 1985-1986: Per Salva voor cello;
- 1986: Song of Cherubim
- 1987: Prelude voor solo klarinet
- 1987: Veni Creator
- 1988: Passacaglia en rondo
- 1988: Der unterbrochene Gedanke voor strijkkwartet
- 1989: Symfonie nr. 4 (Adagio)
- 1991: King Ubu
- 1992: Sinfonietta
- 1992: Benedicamus Domino
- 1992: Symfonie nr. 5
- 1992: Fluitconcert / Klarinetconcert
- 1992: Benedictus
- 1993: Sanctus (aanvulling op Pools Requiem)
- 1993: Klarinetkwartet
- 1994: Divertimento voor solo cello
- 1994: Sinfonietta nr. 2
- 1995: Agnus Dei uit Versöhnung Messe
- 1995: Vioolconcert nr. 2
- 1995: Symfonie nr. 3
- 1995/1996: Passacaglia
- 1996: Symfonie nr. 7  “Seven Gates of Jerusalem”
- 1997: Larghetto
- 1997: Hymne aan St Daniil
- 1997: Hymne aan St. Adalbert
- 1998: Credo;
- 2000: Sextet
- 2000: Vioolsonate nr. 2
- 2001: Concerto grosso nr. 1 voor drie celli en orkest
- 2003: Largo voor cello en orkest
- 2005: Symfonie nr. 8 “Lieder der Vergänglichkeit”
- 2005: Pools Requiem: Chaconne
- 2005: Concerto grosso nr. 2 voor vijf klarinetten en orkest
- 2008: Hoornconsert "Winterreise"
- 2010: Powiało na mnie morze snów..., liederen voor solisten, koor en orkest
- 2017: Symfonie nr. 6 "Chinese Poems"